# Mal Evans
Malcolm Evans detto Mal (Liverpool, 27 maggio 1935 – Los Angeles, 5 gennaio 1976) è stato un manager e musicista britannico, famoso per essere stato l'assistente personale e il roadie dei Beatles.

## Biografia
Nei primi anni sessanta, Evans era impiegato come tecnico addetto ai telefoni, ma spesso lavorava part-time come buttafuori al Cavern Club, dove suonavano i Beatles. Successivamente, il manager della band, Brian Epstein assunse Evans in qualità di loro assistente e roadie. Peter Brown, membro dello staff di Epstein, descrisse Evans come "un ragazzo gentile, ma dall'aspetto minaccioso» – Evans era alto e di corporatura massiccia, e spesso veniva impiegato dal gruppo anche come loro guardia del corpo. Evans contribuì a molte registrazioni dei Beatles, e apparve anche in qualcuno dei film della band (come ad esempio in Let It Be, dove cerca di dissuadere la band dal continuare il famoso concerto sul tetto dell'edificio della Apple sotto lo sguardo perplesso di due poliziotti). I Beatles smisero di esibirsi in tour nel 1966, ma Evans continuò a lavorare per loro e ad assisterli in studio.
Mal aveva numerosi compiti all'interno della cerchia di collaboratori del gruppo. Oltre che essere il loro roadie, autista e guardia del corpo, veniva spesso mandato a comprare qualsiasi cosa di cui avessero bisogno, ad esempio abiti, scarpe, cibo o bevande varie. Se Lennon diceva: "Calze, Mal", Evans doveva precipitarsi in un grande magazzino locale a comprare sei paia di calzini per lui.
I Beatles ed Evans volarono in Grecia verso la fine del 1967, incoraggiati da Magic Alex, il bizzarro direttore della Apple Electronics, per comprare un'isola o un gruppo di isole in loco. L'idea era che l'intero entourage della Apple sarebbe andato a vivere sulle isole, ognuno nelle proprie abitazioni, collegate tra di loro attraverso dei tunnel sotterranei. Evans e famiglia erano stati inclusi nel piano, ma il progetto venne abbandonato quando Paul McCartney si rifiutò di parteciparvi.
Nel febbraio 1968, Evans accompagnò i Beatles nel loro famoso viaggio in India per visitare l'ashram del Maharishi Mahesh Yogi a Rishikesh.
Quando la Apple fu fondata nel 1968, Evans venne promosso da road manager ad assistente personale del gruppo. Evans fu l'unico membro dell'entourage della Apple ad essere invitato (e a fare il testimone di nozze) quando Paul McCartney e Linda Eastman si sposarono il 12 marzo 1969.
Il 13 settembre 1969, Evans partì insieme a John Lennon, Yōko Ono, Klaus Voormann, Alan White e Eric Clapton verso Toronto, Canada, per il Toronto Rock 'N' Roll Revival Concert.

### La tragica fine dopo lo scioglimento dei Beatles
Evans fu ucciso dalla polizia il 5 gennaio 1976 nel suo appartamento a Los Angeles. Gli agenti erano stati chiamati dai vicini di casa allarmati dalle urla provenienti dall'abitazione, risultato di una violenta lite alcolica tra Mal e la sua ragazza. I poliziotti pensarono che il fucile ad aria compressa che Evans impugnava fosse un'arma vera e gli spararono sei colpi di pistola uccidendolo all'istante. Evans fu cremato il 7 gennaio del 1976 a Los Angeles; le sue ceneri furono spedite per posta in Inghilterra e andarono smarrite, ma furono successivamente ritrovate presso l’ufficio “Lettere Smarrite” e consegnate alla famiglia.

## Contributi musicali
Anche se non era propriamente un musicista, Evans contribuì a molte registrazioni del gruppo. Durante le sessioni del brano Yellow Submarine, per esempio, Evans girava per lo studio imbracciando una grancassa e tenendo il tempo nel ritornello battendo ritmicamente su di essa. In seguito, suonò una singola nota d'organo in You Won't See Me, e l'armonica, il kazoo, e ancora l'organo in Being for the Benefit of Mr. Kite!.
In A Day in the Life, Evans controllava una sveglia e contava ad alta voce per tenere il tempo durante il break orchestrale. L'intenzione era di tagliare il suono della sveglia una volta inserita l'orchestrazione nel break, poiché era servita solo per segnare la fine della sezione strumentale, ma la sua casuale complementarità con la sezione di McCartney che inizia con le parole woke up, got out of bed (mi svegliai, uscii dal letto), fece sì che fu mantenuta nell'incisione finale su disco. E insieme a John Lennon, Paul McCartney e Ringo Starr eseguì al pianoforte l’accordo finale che chiude il brano.
Evans suonò il tamburino su Dear Prudence e il sassofono in Helter Skelter. Qui suonò un doppio assolo con Lennon, sebbene nessuno dei due fosse capace di suonare lo strumento. In seguito contribuì al controcanto in You Know My Name (Look Up the Number), e fornì il suono del martello su un'incudine in Maxwell's Silver Hammer sull'album Abbey Road. Infine scrisse insieme a George Harrison la canzone You and Me (Babe), che apparve sul disco solista di Ringo Starr del 1973 intitolato Ringo.

### Contributi aSgt. Pepper's
Secondo i suoi diari, estratti dei quali furono pubblicati nel 2005, Evans afferma di aver contribuito alla composizione di alcuni brani di Sgt. Pepper's. Evans scrisse, il 27 gennaio 1967: «Sgt Pepper è iniziato scrivendo una canzone con Paul in camera sua, di sopra, lui al pianoforte. Che altro dire di oggi? — ah sì! Concerto dei Four Tops alla Albert Hall. I Beatles si sono presi le urla dei fan, loro gli applausi. Giù al Bag dopo il concerto. Fatta un altro po' di Where the rain comes in (una strofa di Fixing a Hole). Spero che alla gente piaccia. Iniziato Sergeant Pepper.» Il primo febbraio: «Sergeant Pepper suona bene. Paul mi ha detto che riceverò dei crediti per la canzone, grande notizia, ora forse una nuova casa.» Il 2 febbraio: «Registro voci su Captain Pepper. Tutti e sei abbiamo fatto il coro nel mezzo, lavorato fino circa a mezzanotte.» Evans non ricevette mai nessuna royalty e si dovette accontentare della sua paga abituale di 38 sterline a settimana (£ 488,68 in moneta corrente). Keith Badman (autore di The Beatles Off the Record) ha riferito di un nastro, registrato da Evans poco prima della morte, nel quale confermava il contenuto dei suoi diari. Secondo Badman, Evans, alla domanda se fosse rammaricato del fatto che non gli fu concesso nessun credito compositivo, rispose che il binomio "Lennon/McCartney" era troppo importante per essere "toccato".

## L'archivio segreto di Mal Evans
Una valigetta che Evans si portava dietro al momento della morte, che si suppone contenesse registrazioni inedite dei Beatles, foto e documenti vari, fu smarrita dalla polizia durante le indagini e divenne famosa come "il perduto archivio segreto di Mal Evans". Nel giugno del 2004, un turista inglese, tale Frasier Claughton, comprò la valigetta per trentasei dollari in un flea market alla periferia di Melbourne, in Australia, ignaro del contenuto della stessa. Già nel mese di agosto però, gli esperti avevano determinato che i documenti dentro la valigia erano solo fotocopie risalenti agli anni novanta e dichiararono l'archivio ritrovato un falso.